# Kim Katrin Milan
Kim Katrin Milan (sinh ngày 9 tháng 3 tại Port of Spain, Trinidad) là một nhà văn, một nghệ sĩ đa ngành, nhà hoạt động, nhà tư vấn và nhà giáo dục người Canada. Bà trước đây có tên là Kim Crosby. Bà phát biểu trước các ủy ban và các cuộc hội nghị trọng tâm trên toàn quốc, và tạo điều kiện cho các cuộc đối thoại cộng đồngc cơ bản. Nghệ thuật, chủ nghĩa và bài viết của bà đã được công nhận trên toàn quốc.

## Học vấn
Milan hoàn thành kì nội nghệ sĩ của mình dưới sự hướng dẫn của d'bi Young tại nhà hát AnitAfrika và là một sinh viên của công ty nhà hát chuyên nghiệp Buddies in Bad Times của Young Creator's Unit. Bà được chứng nhận là một huấn luyện viên và giáo viên yoga.

## Bài viết, nghệ thuật và công trình
Bài viết và giọng nói của Milan đã được giới thiệu trên  NPR, CBC Radio, Out (tạp chí), the Toronto Star, The National Post, The Huffington Post, Autostraddle Feminist Wire, Elixher, và Daily Xtra. Bà đã tạo ra hơn 70 cuộc hội thảo về biến đổi xã hội, chống áp bức, sự giao thoa, chủng tộc, giới tính, lãnh đạo, thanh thiếu niên và trao quyền cho phụ nữ trẻ.

## Dự án và chiến dịch
Milan là đồng sáng lập và giám đốc điều hành hiện tại của The People Project, một chiến dịch dành cho người đồng tính và chuyển giới da màu và những người tương tự, cam kết trao quyền cho cộng đồng và cá nhân thông qua giáo dục thay thế, tuyên truyền tích cực thông qua nghệ thuật, và cộng tác.